# ماركو أنطونيو غاما
ماركو أنطونيو غاما (بالإسبانية: Marco Antonio Gama)‏ هو سياسي مكسيكي، ولد في 18 أكتوبر 1970 في ولاية سان لويس بوتوسي في المكسيك. نشط حزبياً في حزب العمل الوطني. وقد انتخب عضو مجلس النواب المكسيك عن دائرة second plurinominal electoral region of Mexico ‏ وقد انضم خلال فترته النيابية ‏  للكتلة البرلمانية حزب العمل الوطني.